# AZUPANE-Lagunillas

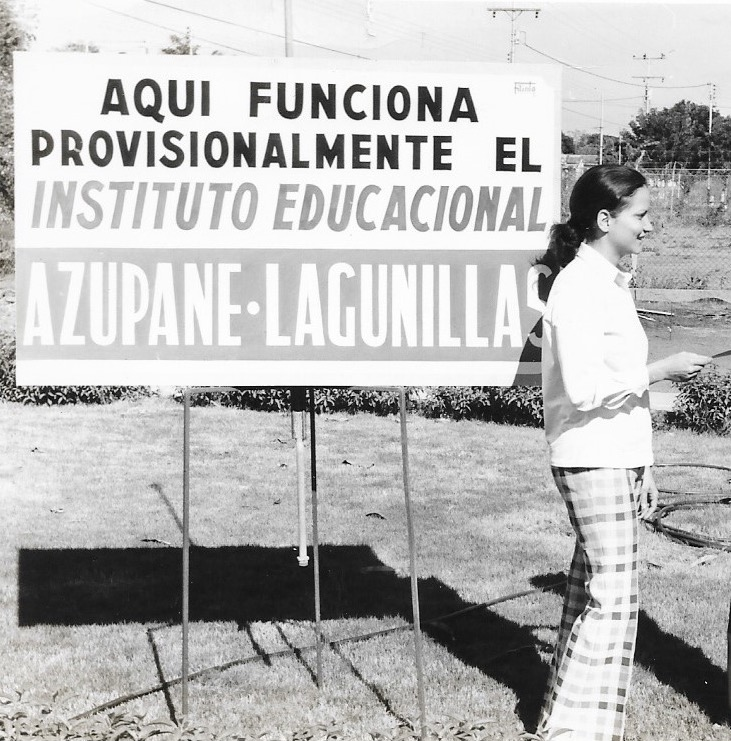
Jardines de la primera sede de AZUPANE-Lagunillas. En primer plano aparece su fundadora, Betty Cecilia Lugo

AZUPANE-Lagunillas fue la primera escuela de educación especial de la región occidental del Estado Zulia, Venezuela, y la iniciadora del programa de educación para niños discapacitados en la Costa Oriental del Lago de Maracaibo. La escuela fue inaugurada en Lagunillas, Estado Zulia, por su presidenta y fundadora, Betty Cecilia Lugo, el 4 de mayo de 1974. Fue posteriormente incorporada al programa de educación gubernamental y lleva hoy el nombre de "Instituto de Educación Especial Jesús Enrique Losada".

## Un proyecto pionero
A principios de los años setenta del siglo XX, la educación para niños discapacitados era inexistente en la región occidental del Estado Zulia. Esta región, epicentro de la industria petrolera de Venezuela, comprendía cuatro municipios densamente poblados y un sinnúmero de empresas transnacionales, de extracción de crudo y de servicios a la industria petrolera.
La rica región, sin embargo, no contaba con ningún espacio para la educación especial. Dentro los planteles dedicados a la enseñanza de esa zona, nadie tenía consciencia de la importancia de educar e integrar a los niños especiales. Los casos más difíciles permanecían completamente aislados en sus residencias, sin tener comunicación con la sociedad.

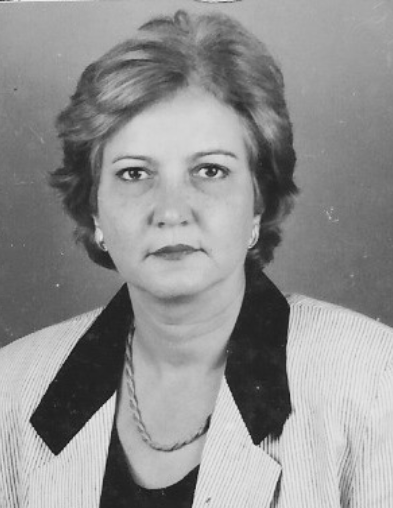
La filántropa Venezolana Betty Cecilia Lugo, fundadora de AZUPANE-Lagunillas

Este escenario fue captado por la filántropa Betty Cecilia Lugo desde su llegada a la región, a finales de los años sesenta, hecho que la lleva a iniciar una cruzada, a fin de abrir un espacio dentro del sistema educativo para esa parte de la población infantil. Es así como nació la idea de crear una escuela y centro de acogida para niños con discapacidad, donde pudieran educarse, hacer deporte y vida al aire libre.

## Etapas
La señora Lugo comenzó con una campaña de concientización a través de charlas a empresas e instituciones privadas y gubernamentales y creó entre las damas de la sociedad petrolera un comité de recolección de fondos. El logro más importante en esta etapa fue el haber conseguido que las poderosas empresas petroleras transnacionales, radicadas en la Costa Oriental del Lago de Maracaibo, incluyeran el proyecto en su programa de donaciones.
La segunda etapa se concentró en la búsqueda y selección de personal calificado, cuando la especialización en educación especial era inexistente. Dada su preparación académica en el exterior, en el tema de la discapacidad, la señora Lugo se encargó personalmente de la preparación de los maestros seleccionados y, asesorada por profesionales relacionados al área de la salud, los formó como educadores especiales.
La tercera etapa centró sus esfuerzos en conseguir un local apropiado para iniciar actividades, aspecto que tomó un año de envíos de solicitudes a diferentes empresas públicas y privadas. La escuela se inauguró el 4 de mayo de 1974, en un amplio edificio donado por la Compañía Shell de Venezuela ubicado en Ciudad Ojeda, Municipio Lagunillas (Zulia).
El edificio disponía de salones de clase, oficinas y un extenso jardín, condición necesaria para el desarrollo de la psicomotricidad de los alumnos. El acondicionamiento de mobiliario y papelería salió del comité recolector de fondos y de donaciones privadas y la escuela quedó instalada en condiciones propicias para aumentar progresivamente el número de alumnos.

## La Escuela
AZUPANE- Lagunillas comenzó sus actividades con siete alumnos, mientras la señora Lugo, junto al comité de benefactores, las alcaldías y las escuelas locales, continuaba investigando la población infantil de la región. Poco a poco otros niños con discapacidad y necesidad de educación especial pasaron a aumentar las filas de alumnos atendidos por la AZUPANE-Lagunillas.
La escuela se dispuso para atender niños entre 6 y 12 años, afectados por trastornos neurológicos, sensoriales, psíquicos y físicos, con discapacidad motriz y con problemas de comunicación y lenguaje. El objetivo fundamental fue desde el comienzo dar el máximo bienestar al alumno, para ayudarle en su desarrollo global, conseguir una mayor calidad de vida y un crecimiento personal y social.
Al comienzo de las actividades escolares los padres y benefactores se encargaban del transporte diario de los alumnos al plantel, para garantizar su seguridad. Posteriormente se consiguió para este fin la donación de un autobús y de la gasolina consumida en las labores de transporte, concedido todo por la Compañía Shell de Venezuela, uno de los grandes benefactores del proyecto desde sus comienzos.
De su formación en el exterior en el campo de la Educación Especial, la señora Lugo incorporó gran parte del material educativo, entonces inexistente en Venezuela. Se trataba de material visual para desarrollar la atención, la concentración y el desarrollo motriz de los alumnos. El aprendizaje numeral se hacía a través de objetos pedagógicos, el uso de colores se utilizaba para desarrollar la orientación espacial y el contacto con la naturaleza, en los jardines de la escuela, para estimular la percepción.

### Legado
AZUPANE- Lagunillas despertó en la zona la importancia y necesidad de la educación especial y Betty Lugo continuó su cruzada alentando a organismos privados y oficiales a extender la labor por toda la región. Cuando dejó la Costa Oriental del Lago, y con ello la Presidencia de AZUPANE-Lagunillas, el plantel estaba en pleno funcionamiento, aumentando cada año el número de alumnos. La sociedad local había tomado consciencia de la situación de los niños con necesidad de educación especial y el Ministerio de Educación visualizaba proyectos similares en la zona. Finalmente el plantel fue absorbido por el gobierno, incorporándolo a su programa general de educación especial, que se desarrolló después de AZUPANE-Lagunillas y se extendió por toda la costa oriental del lago de Maracaibo.